# Ходовариха
Ходовариха — бывший посёлок в Ненецком автономном округе России.
Располагался на полуострове Русский Заворот Тиманского берега Печорского моря, недалеко от сопки Хэяраседа. Близ посёлка расположена группа небольших горько-солёных озёр. Средняя величина прилива у посёлка составляет 1 метр.
На месте посёлка функционируют морская гидрометеорологическая станция, которая была открыта 17 ноября 1933 года, а также деревянный маяк, который сгорел в 2019 году по вине волонтёров, занимавшихся его восстановлением.

## Фильмография
Побег из Ходоварихи. Документальный фильм 2015 г.

## Музей «Ходовариха»
Маяк, в виде восьмигранной башни, открытый в июле 1934 года и закрытый в 1996 году, был заброшен. Волонтёры занимались очисткой территории от мусора, восстановлением и укреплением маяка, созданием музея «Ходовариха», по возможности вели наблюдения за животным миром. Маяк загорелся, потушить собственными силами не смогли.